# Fátima bint Muhammad
Fátima bint Muhammad (Mekka,  605 vagy 615 – Medina, 632) Mohamed próféta és Hadídzsa bint Huvajlid legfiatalabb lánya. Ő volt a Próféta kedvence minden gyermeke közül. Feltehetőleg 19 éves korában ment feleségül a Próféta 24 éves unokaöccséhez, Alihoz, aki később kalifa lett. A házaspárnak öt gyermeke született: Haszan ibn Ali, Huszajn ibn Ali (2. és 3. imám, a síita iszlámban), Muhszin ibn Ali, aki még kisgyermekként meghalt, és két lány: Zajnab bint Ali és Umm Kulthum bint Ali. Huszajn, a fiatalabb a karbalai csatában esett el 680-ban, ez az esemény szolgáltatott alapot Huszajn és társai mártíromságához. A síizmus (Alit  támogatók közössége) létrejötte ettől az eseménytől datálható. A 10-12. században Egyiptomot és környékét uraló hatalmas Fátimidák és a szintén jelentős dinasztia, a marokkói Idríszidák közvetlenül tőle eredeztették magukat.
Fátima köré, elsősorban a síiták, legendák sokaságát kapcsolják. Az egyik szerint a paradicsomkert négy első asszonya között van Mirjámmal (Mária), Hadídzsával és a fáraó feleségével együtt. Fatima nagyon fontos szerepet játszik az iszlám vallásban, a muszlim nők példaképüknek tekintik. Bár a különböző szekták között léteznek viták, főleg politikai szerepvállalását illetően, Mohamed próféta legkedvesebb lányának tartják  és személyét a  muszlimok körében a legnagyobb tisztelet övezi.

## Halála
A legismertebb tézis szerint Fatima tulajdonképpen édesapja elvesztésének fájdalmába halt bele.

## Emlékezete
Fatima hatalmas tiszteletnek és szeretetnek örvend szerte az iszlám világban. Minden muszlim nő (egyik) példaképe. Kiváló jellem volt: jószívű és gondoskodó volt, kitűnő édesanya, harmonikus házasságban élt férjével, Ali kalifával, nagyon szerette és tisztelte édesapját, Mohamed prófétát.